# دوسي
دوسي (بالإنجليزية: Düssi)‏ هو أحد جبال سلسلة جبال الألب غلاروس وجزء من القمة الأم غروس شارورن يقع في كانتون غراوبوندن وكانتون أوري، سويسرا. يبلغ ارتفاع الجبل حوالي 3256 متر، بينما يبلغ ارتفاع نتوء الجبل 429 متر.